# IC 4443
IC 4443 је спирална галаксија у сазвјежђу Волар која се налази на листи објеката дубоког неба у Индекс каталогу.
Деклинација објекта је + 16° 10' 53" а ректасцензија 14h 29m 17,4s. Привидна величина (магнитуда) објекта IC 4443 износи 15,1 а фотографска магнитуда 15,9. IC 4443 је још познат и под ознакама DRCG 29-8, PGC 84220.